# Eisenbahnunfall in Newark
Bei dem Eisenbahnunfall von Newark entgleiste am 21. Juni 1870 in Newark-on-Trent in Nottinghamshire im Vereinigten Königreich ein Zug nach einem Achsbruch, worauf ein zweiter, entgegenkommender Zug in dessen Wagen hineinfuhr. 18 Menschen starben.

## Ausgangslage
Der Eisenbahnunfall ereignete sich im Netz der Great Northern Railway. Ein Güterzug war auf der zweigleisigen Strecke der heutigen East Coast Main Line bei Newark-on-Trent unterwegs. Auf dem Gegengleis näherte sich ein Ausflugssonderzug.

## Unfallhergang
An einem zweiachsigen, älteren Güterwagen, Nr. 3238, der in den Zug eingestellt war, war aufgrund von Materialermüdung in einer Achse ein Haarriss entstanden, der zu dem Achsbruch führte. Der Wagen entgleiste, ebenso wie einige der folgenden Wagen, die der erste Wagen ebenfalls entgleisen ließ. Der Lokomotivführer des Zuges bemerkte den Vorfall und veranlasste eine Bremsung. Mindestens einer der Güterwagen war beim Entgleisen aber in das Lichtraumprofil des Gegengleises geraten. Der Lokomotivführer des Güterzuges versuchte noch erfolglos, den sich auf dem Gegengleis nähernden Ausflugs-Sonderzug zu warnen. Der Personenzug fuhr in den entgleisten Güterwagen.

## Folgen

### Unmittelbare Folgen
18 Menschen starben, 40 weitere Menschen wurden verletzt. Von den 24 Opfern, die in das Krankenhaus von Newark eingeliefert wurden, waren bereits 14 verstorben, als sie dort eintrafen. Mindestens drei weitere verstarben dort in den nächsten Stunden. Die meisten Opfer befanden sich in den ersten Wagen des Ausflugssonderzugs. Einer der Lokomotivführer verstarb sofort: Ihm wurde bei dem Unfall der obere Teil der Schädeldecke weggeschlagen.

### Technische Konsequenzen
Der Riss in der Achse, der zu dem Bruch führte, war – wie anschließend Henry Whatley Tyler vom Railway Inspectorate im von ihm verfassten Untersuchungsbericht festhielt – mit den damals zur Verfügung stehenden technischen Möglichkeiten nicht feststellbar gewesen. Auch gab es keinerlei Aufzeichnungen zur Entstehung, dem Alter, der Geschichte und der Laufzeit der unfallauslösenden Achse.
Solche Unfälle kamen seit dem Beginn des Eisenbahnbetriebs nicht häufig, aber immer wieder vor. Der folgenreichste war 1842 der Eisenbahnunfall von Versailles mit mindestens 50 Toten. Zuerst wies William John Macquorn Rankine auf das Entstehen der Haarrisse durch äußere Beschädigungen der beanspruchten Bauteile hin, ohne dass er damit gegen die damals herrschende Lehre durchdrang, die besagte, dass sich in den entsprechenden Teilen eine Re-Kristallisation des Eisens vollziehe. Erst nach dem Eisenbahnunfall von Timelkam 1875 gelang es August Wöhler, der über dieses Thema intensiv geforscht hatte, mit seinen Erkenntnissen zum unterschiedlichen Verhalten von Stahl bei Druck und Zug sowie ständiger und wechselnder Belastung durchzudringen. Dies gilt als der Beginn moderner Werkstoffprüfung und -normung.